# Jaap Schouten
Pour les articles homonymes, voir Schouten.
Jaap Schouten est un rameur néerlandais, né le 9 décembre 1984 à La Haye.

## Palmarès

### Championnats du monde d'aviron
- Championnats du monde d'aviron 2007 à Munich,  Allemagne
  -  Médaille de bronze en skiff poids légers
- Championnats du monde d'aviron 2008 à Linz,  Autriche
  -  Médaille d'argent en skiff poids légers

### Championnats d'Europe d'aviron
- Championnats d'Europe d'aviron 2010 à Montemor-o-Velho,  Portugal
  -  Médaille d'argent en skiff poids légers